# Biruința
Biruința è una città della Moldavia situata nel distretto di Sîngerei di 3.093 abitanti al censimento del 2004